# Desert Air Force

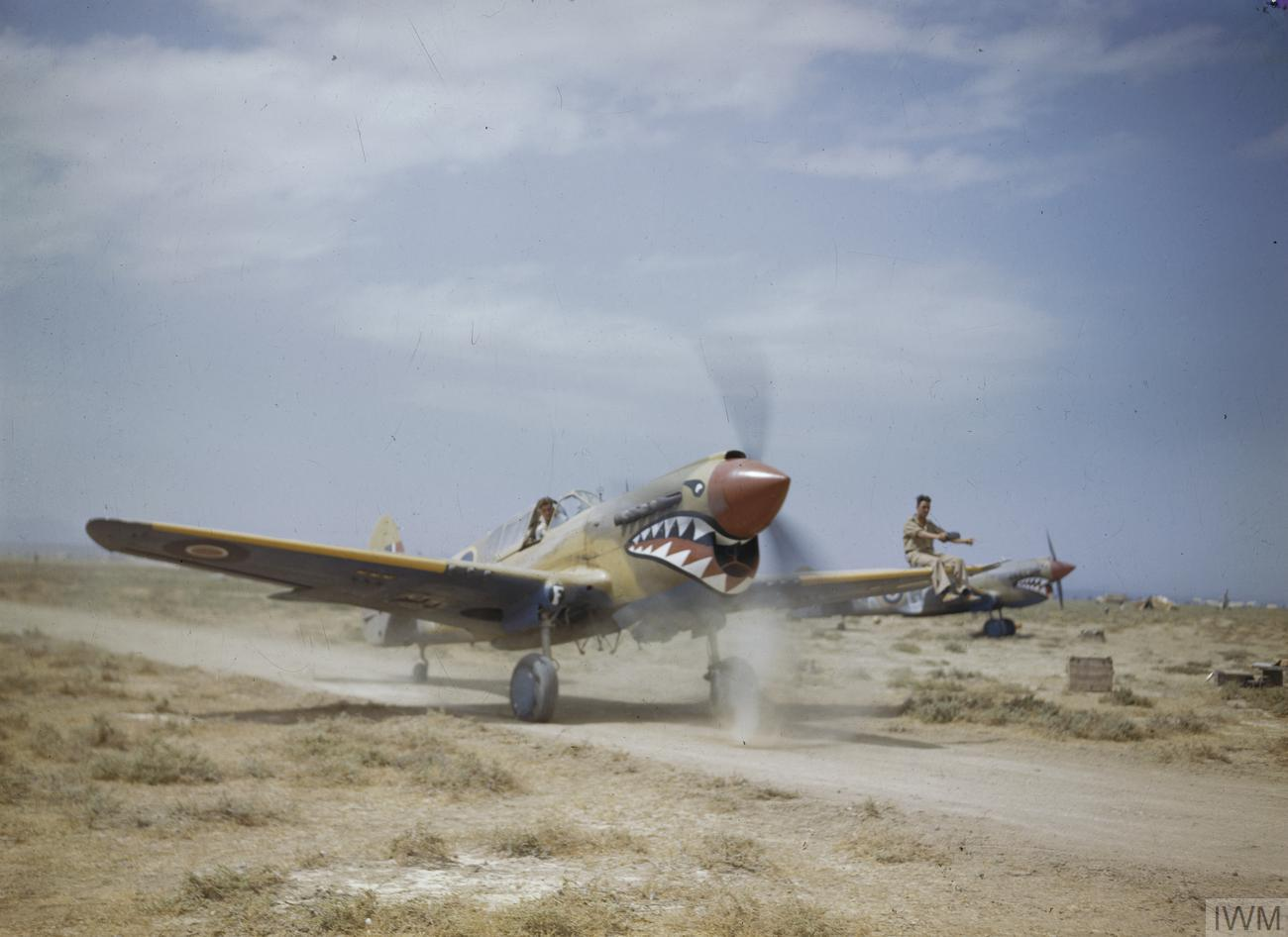
Un Curtiss P-40/Kittyhawk Mark III del Escuadrón n.º 112 de la Royal Air Force rodando a través de la maleza en Medenine, Túnez.

La Desert Air Force (DAF), conocida también como First Tactical Air Force fue una fuerza táctica aérea aliada durante la Segunda Guerra Mundial. La DAF se formó bajo las órdenes de su primer comandante, Raymond Collishaw, para dar soporte aéreo al XVII Ejército en su lucha contra el Afrikakorps en el escenario norteafricano. Se formó con escuadrones de la Royal Air Force (RAF), la South African Air Force (Fuerza Aérea Sudafricana, FAS), la Royal Australian Air Force (RAAF) y la Fuerzas Aéreas del Ejército de los Estados Unidos (USAAF). Estaban equipados con aviones Gloster Gladiator, Hawker Hurricane y bombarderos Bristol Blenheim, más los americanos P-40 Tomahawk / Kittyhawk. La DAF tuvo una importancia vital entre 1941 y 1942 en muchas operaciones (Operación Crusader, Batalla de Tobruk) en las que llegó a emplear bombas teledirigidas, guiadas mediante radio por observadores de la Armada, desde tierra. Su éxito en la neutralización de la artillería, fue muy aceptable (véase la fotografíaa de la izquierda, que muestra una posición artillera alemana abandonada tras un raid de la DAF). La DAF también entró en acción durante la Batalla de Normandía bajo el mando del vicealmirante Harry Broadhurst.